# Собор Святого Фруктуоза (Такуарембо)
Собор Святого Фруктуоза (исп. Catedral de San Fructuoso) — католическая церковь в городе Такуарембо, Уругвай. Церковь является кафедральным собором епархии Такуарембо. Храм освящён в честь святого Фруктуоза. Национальный исторический памятник.

## История
Строительство современного храма в нероманском стиле закончилось в 1917 году. В 1930 году к храму была пристроена башня с часами.
В 1960 году Святой Престол учредил епархию Такуарембо и церковь святого Фруктуоза стала кафедральным собором этой новой епархии.
В 1980 году церковь святого Фруктуоза была внесена в список национальных исторических памятников.